# Grabplatte des Dietrich von Rinteln

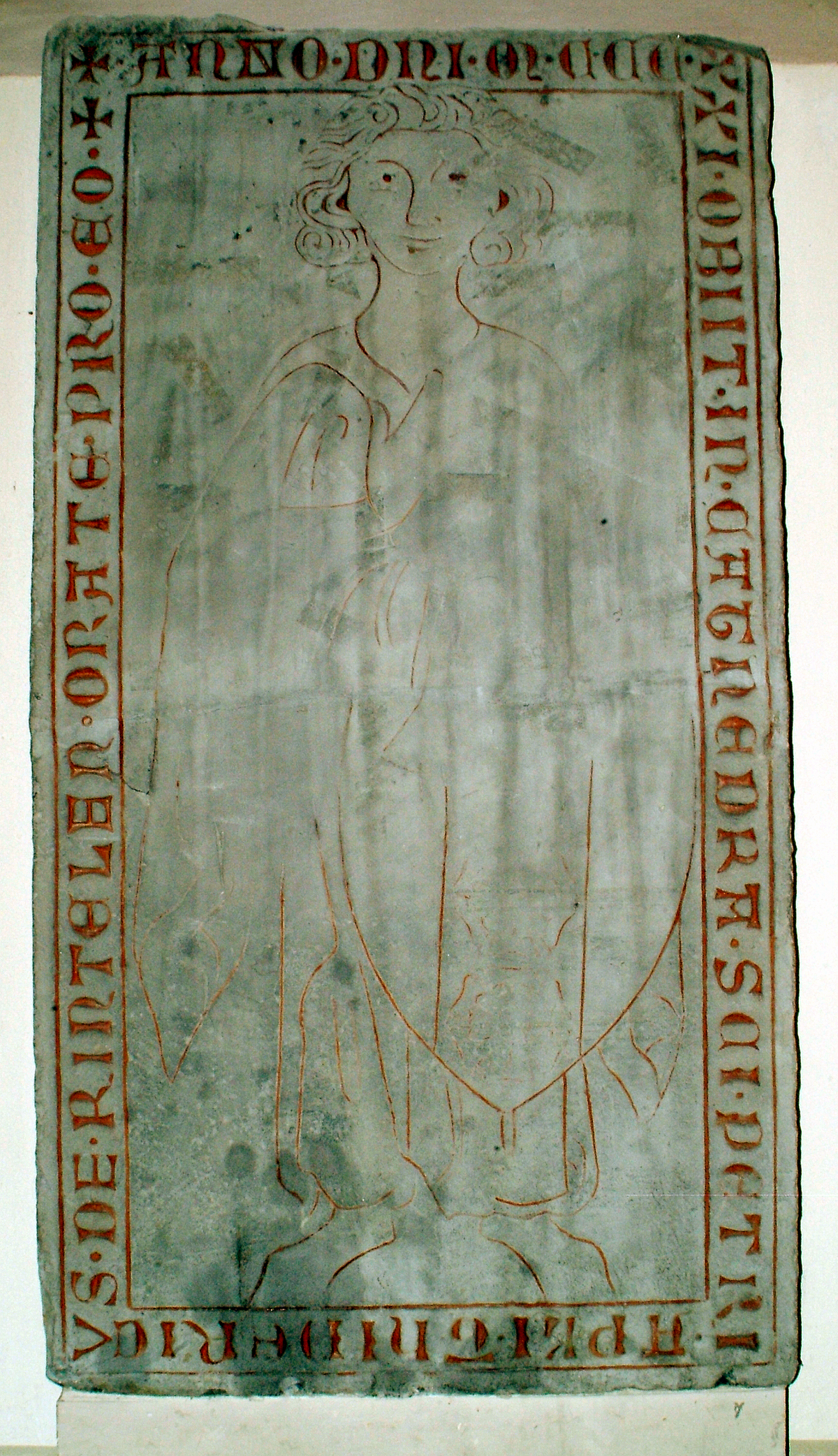
Die Ritzzeichnung des Thidericus de Rintelen in der Kreuzkirche ist die älteste erhaltene Grabmal in Hannover

Die Grabplatte des Dietrich von Rinteln ist das älteste erhaltene Grabmal der Stadt Hannover. Der heutige Standort ist unterhalb des zweiten nordseitigen Fensters innerhalb der Kreuzkirche in der Altstadt.

## Dietrich von Rinteln
Thidericus de Rintelen (auch: Dietrich oder Diedericus de Rintelen oder von Rinteln) (* im 13. Jahrhundert; † 22. Februar 1321) entstammte der Familie von Rinteln. Im Mittelalter war er Ratsherr und Stadthauptmann von Hannover. Als Hauptmann war er für den hannoverschen Bezirk rund um die alte Leinstraße zuständig. Seine Witwe Ghese (= Gertrud) und seine beiden Söhne Johannes und Adolf übertrugen am 10. August 1329 dem Hospital St. Nikolai eine jährliche Rente aus einer Wiese bei Ricklingen.

## Grabplatte
Die denkmalgeschützte Grabplatte des Dietrich von Rinteln zeigt den Verstorbenen in einer mit rötlicher Farbe ausgemalten Ritzzeichnung in einem langen, Umhang-ähnlichen Mantel. Vor dem Mantel trägt er sein Wappenschild mit den drei Rosen auf einem Pfahl.
Die Umschrift in Majuskeln lautet:

„+ ANNO D[OMI]NI M CCC XXI OBIIT IN CATHEDRA S[AN]C[T]I PETRI AP[OSTO]LI THIDERICVS DE RINTELEN ORATE PRO EO +“

Im Jahre des Herrn 1321 verstarb zu Kathedra Petri Dietrich von Rinteln. Betet für ihn.
Die Steinplatte befand sich ursprünglich innerhalb der Kirche des Minoritenklosters in der Leinstraße. Beim Umbau der Kirche zur Schlosskirche wurde die Platte in der Nähe des neuen Kircheneingangs eingemauert.
Nach den Zerstörungen durch die Luftangriffe auf Hannover im Zweiten Weltkrieg und dem Umbau des Leineschlosses zum Niedersächsischen Landtag wurde die Grabplatte in den Wiederaufbaujahren an ihren heutigen Standort in der Kreuzkirche versetzt.